# Чельцов-Бебутов, Александр Михайлович
Александр Михайлович Чельцов-Бебутов (или Чельцов, 10 августа 1922, Киев — 16 августа 1978, Москва) — советский орнитолог, зоогеограф, доктор географических наук, профессор МГУ (1974).

## Биография
Родился 10 августа 1922 года в семье профессора советского права, М. А. Чельцов-Бебутова (1890—1973). Сестра — Ия Михайловна (Чельцова) Леванидова (1914—2005) — гидробиолог.
В 1930 году семья переехала из Киева в Москву.
С 1935 года был активным членом кружка юных биологов при Московском зоопарке (КЮБЗ).
Во время войны работал водителем в аварийно-восстановительной конторе Наркомата боеприпасов. В армию его не взяли из-за болезни сердца.
В 1942 году был студентом Биологического факультета МГУ, учился на кафедре зоологии позвоночных под руководством профессора А. Н. Формозова.
В 1947—1950 годах обучался в аспирантуре при Научно-исследовательском институте зоологии, МГУ. 15 апреля 1954 года защитил диссертацию на тему «Влияние на птиц и млекопитающих колебаний уровня Наурзумских озёр».
В 1950—1951 годах работал в Институте вирусологии АМН СССР.
В декабре 1951 года по приглашению профессора А. Г. Воронова перешёл на кафедру зоогеографии Географического факультета МГУ. С 1953 года работал, на созданной в новом здании МГУ, кафедре биогеографии. Возглавлял многочисленные экспедиции МГУ. Совместно с В. Ф. Ларионовым создал на географическом факультете МГУ эталонную биогеографическую коллекцию. Доцент (1960), профессор МГУ (1974).
В 1973 году защитил докторскую диссертацию на тему «Зоогеографическое картографирование населения птиц и млекопитающих и его применение в комплексных региональных атласах (На примере атласов Кустанайской области, Северного Казахстана и Алтайского края)».
Любил охоту и охотничьих собак, занимался племенной работой (московский курцхаар). На охотничью тематику также писал. Автор книги «Наши верные друзья» (1974) (совм. с Н. Н. Немноновым) об охотничьих собаках.
Был членом редколлегий научных журналов и сборников:
- Вестник МГУ серия Географическая
- Орнитология

Скончался 16 августа 1978 года от сердечного приступа в возрасте пятидесяти шести лет.

## Награды и премии
- 1945—1946 — стипендия имени И. И. Мечникова, МГУ
- медаль «За освоение целинных земель»

## Членство в организациях
- член МОИП
- член Координационного совета по миграции птиц АН СССР
- член научно-технического совета Главприроды МСХ СССР
- член бюро секции любителей курцхааров Московского общества охотников